# Oxyrrhexis
Oxyrrhexis är ett släkte av steklar som beskrevs av Förster 1869. Oxyrrhexis ingår i familjen brokparasitsteklar.
Kladogram enligt Catalogue of Life och Dyntaxa:
| Oxyrrhexis | \| \| Oxyrrhexis carbonator \| \| \| \| \| \| Oxyrrhexis chinensis \| \| \| \| \| \| Oxyrrhexis eurus \| \| \| \| |
|            | \| \| Oxyrrhexis carbonator \| \| \| \| \| \| Oxyrrhexis chinensis \| \| \| \| \| \| Oxyrrhexis eurus \| \| \| \| |
|            | Oxyrrhexis carbonator                                                                                             |
|            | |
|            | Oxyrrhexis chinensis                                                                                              |
|            | |
|            | Oxyrrhexis eurus                                                                                                  |
|            | |